# Bajon (świątynia)
Bajon – świątynia buddyjska w khmerskim Angkor Thom, na terenie kompleksu zabytkowego Angkor, zbudowana przez króla Dżajawarmana VII (lata panowania 1181-1218), a porzucona w związku z ucieczką całej ludności z miasta w 1431 r. i przeniesieniem stolicy państwa na południe. 
Świątynię wzniesiono w centrum Angkor Thom na powierzchni 156 x 141 m, w formie wysokiej, kamiennej, trójpoziomowej budowli zbliżonej kształtem do piramidy. Posiadała liczne wieże, których liczbę ocenia się na 49, a do dziś przetrwały 37. Świątynia wykonana jest z dopasowanych do siebie bez zaprawy bloków piaskowca, a jej fundamenty z bloków laterytu. Składa się z najwyższego kompleksu centralnego, na szczycie którego było główne pomieszczenie z posągiem Buddy i dwóch otaczających ów kompleks prostokątnych galerii, zewnętrznej i wewnętrznej. Wzorowana jest na architekturze hinduistycznej.
Całość założenia ma bardzo bogatą dekorację rzeźbiarską reliefową, w tym figuralną. Ściany galerii zewnętrznej zdobią sceny świeckie, przedstawiające wydarzenia z panowania Dżajawarmana VII i życia jego poddanych, zaś płaskorzeźby galerii wewnętrznej ilustrują religijne podania hinduistyczne. Na wieżach umieszczono duże rzeźby ludzkich twarzy, prawie zawsze po jednej twarzy na każdej z czterech stron wieży, tak że do dziś przetrwało ponad 200 takich obliczy. Nie wyjaśniano dotąd kogo te lekko uśmiechnięte oblicza miały przedstawiać. W minionych wiekach utożsamiano je z Buddą lub Brahmą, w XX w. rozpatrywano koncepcję, że to wizerunek fundatora świątyni króla Dżajawarmana VII, a współczesne publikacje często przyjmują, iż jest to wyobrażenie jednego z bodhisattwów: Awalokiteśwary albo Wadźrasattwy
W 1990 w pracach architektoniczno-zabezpieczających i badaniach archeologicznych, prowadzonych w świątyni Bajon, brały również udział polskie Pracownie Konserwacji Zabytków.

## Galeria

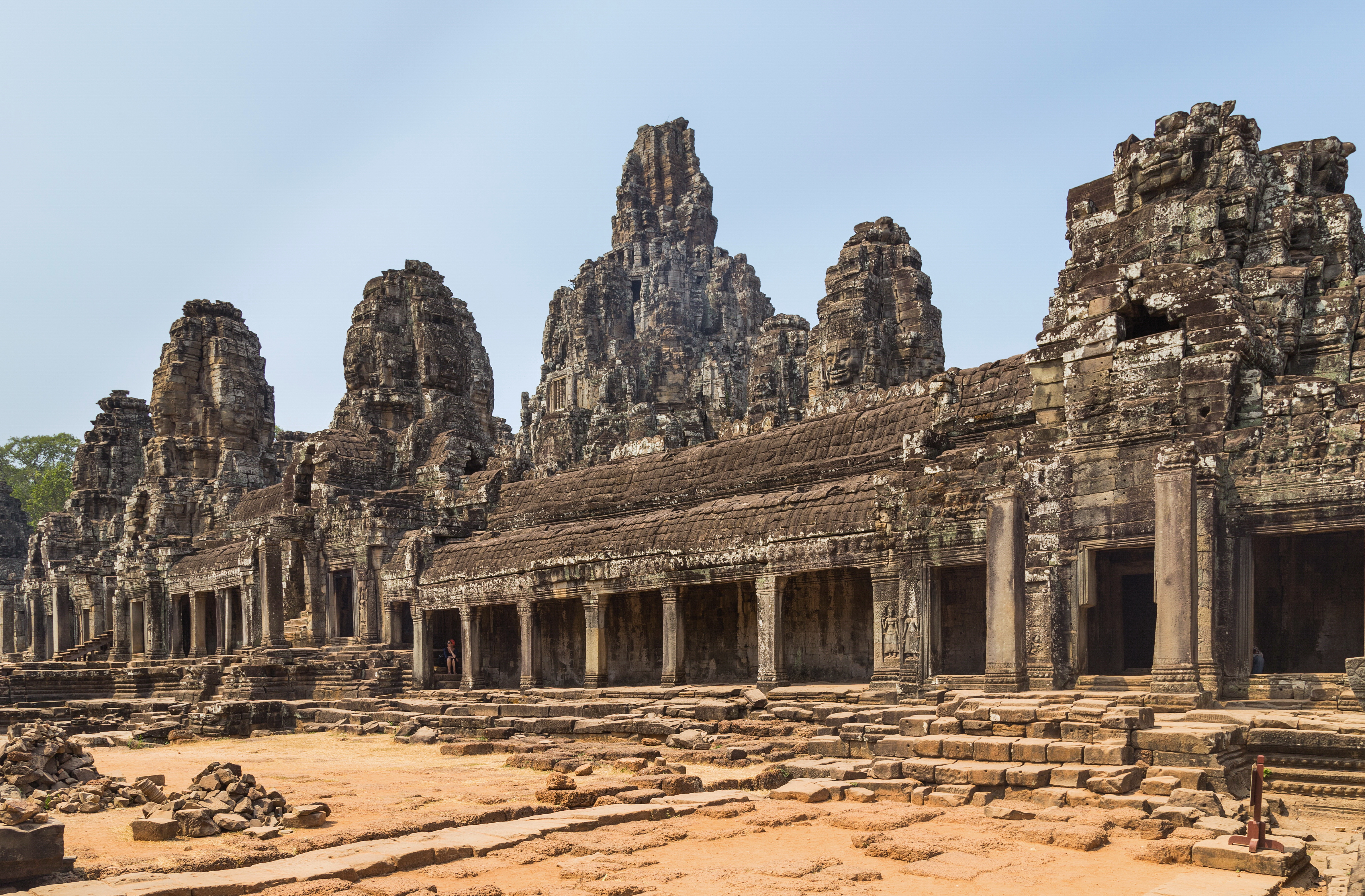
Świątynia Bajon
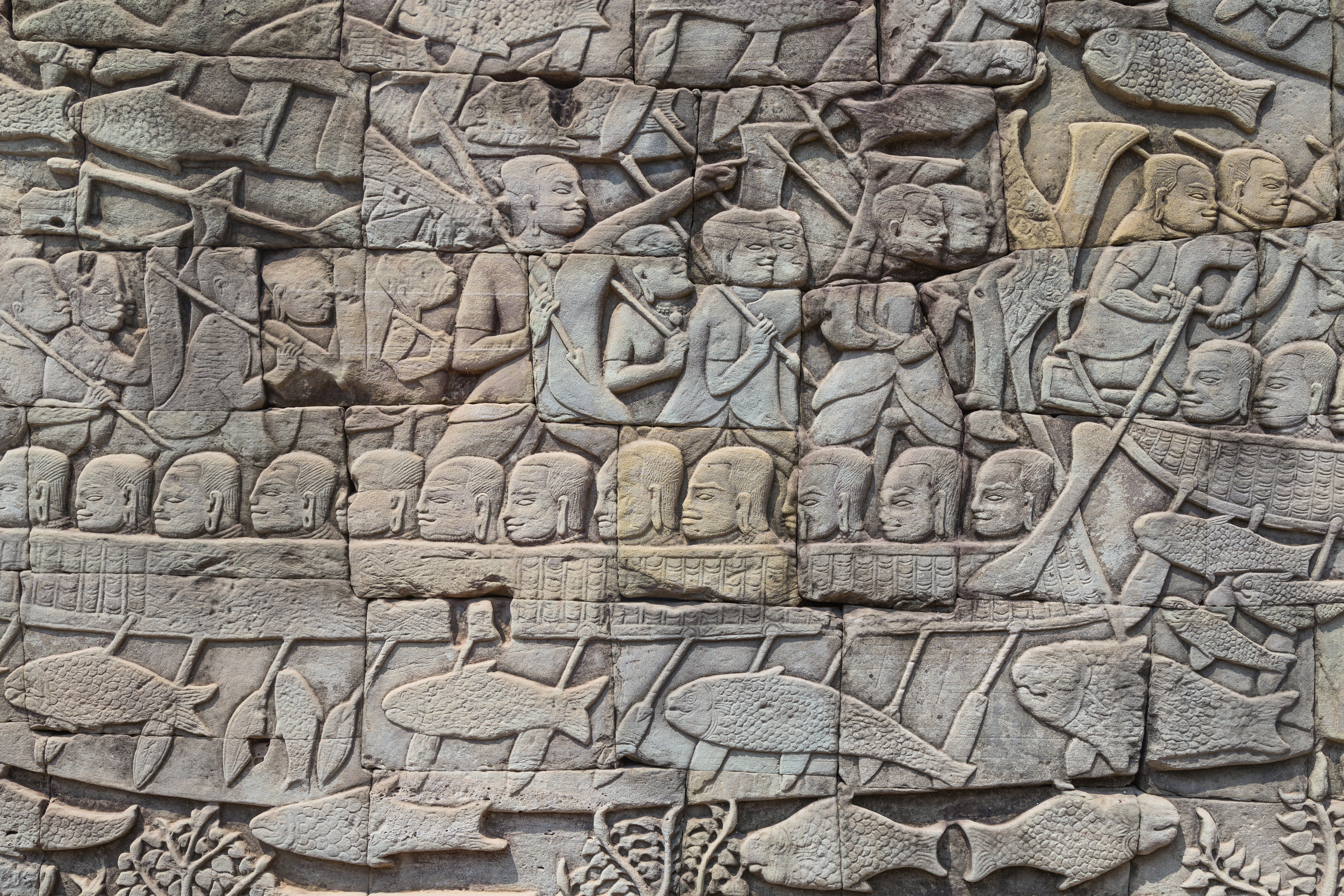
Płaskorzeźby
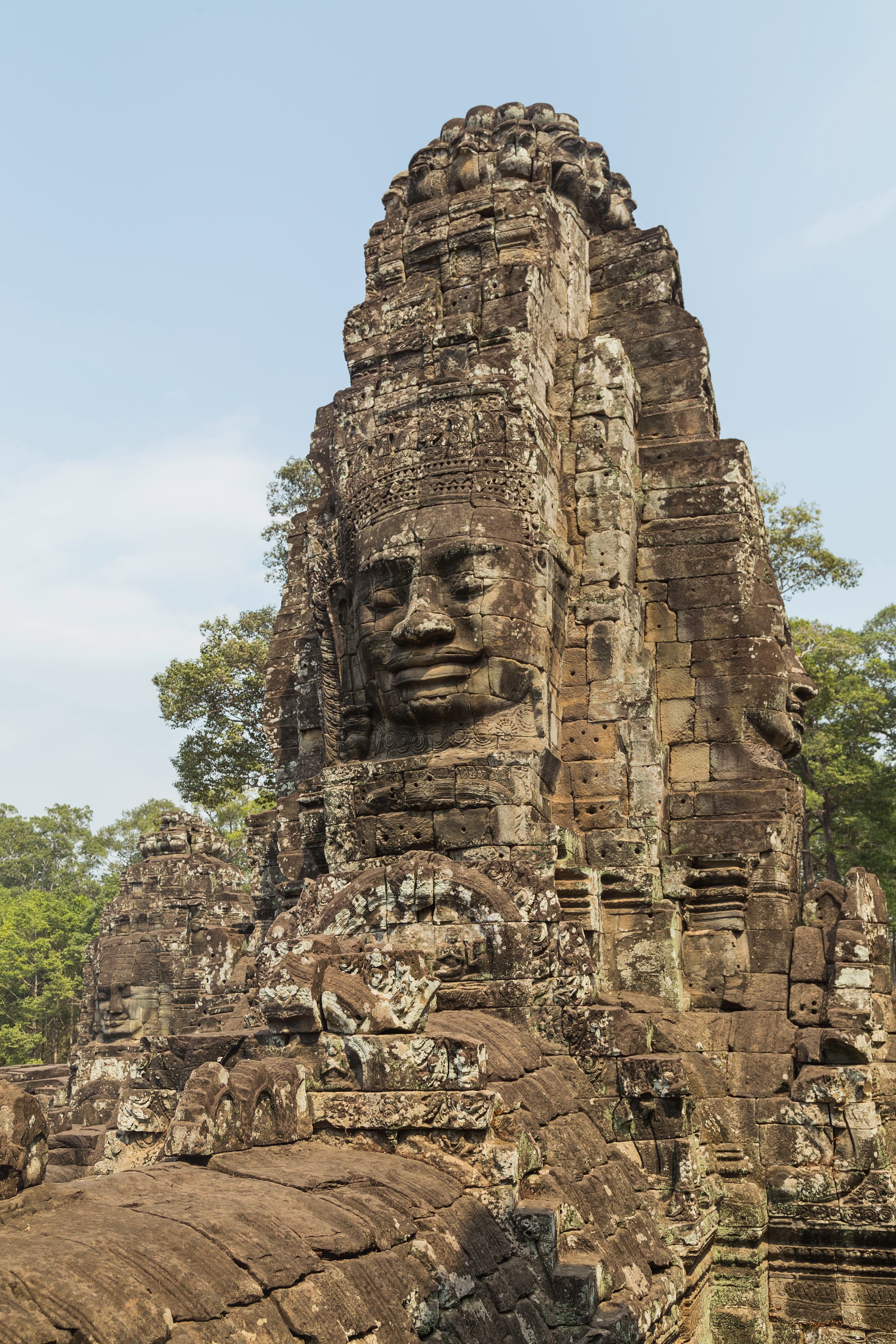
Jedna z 54 wież
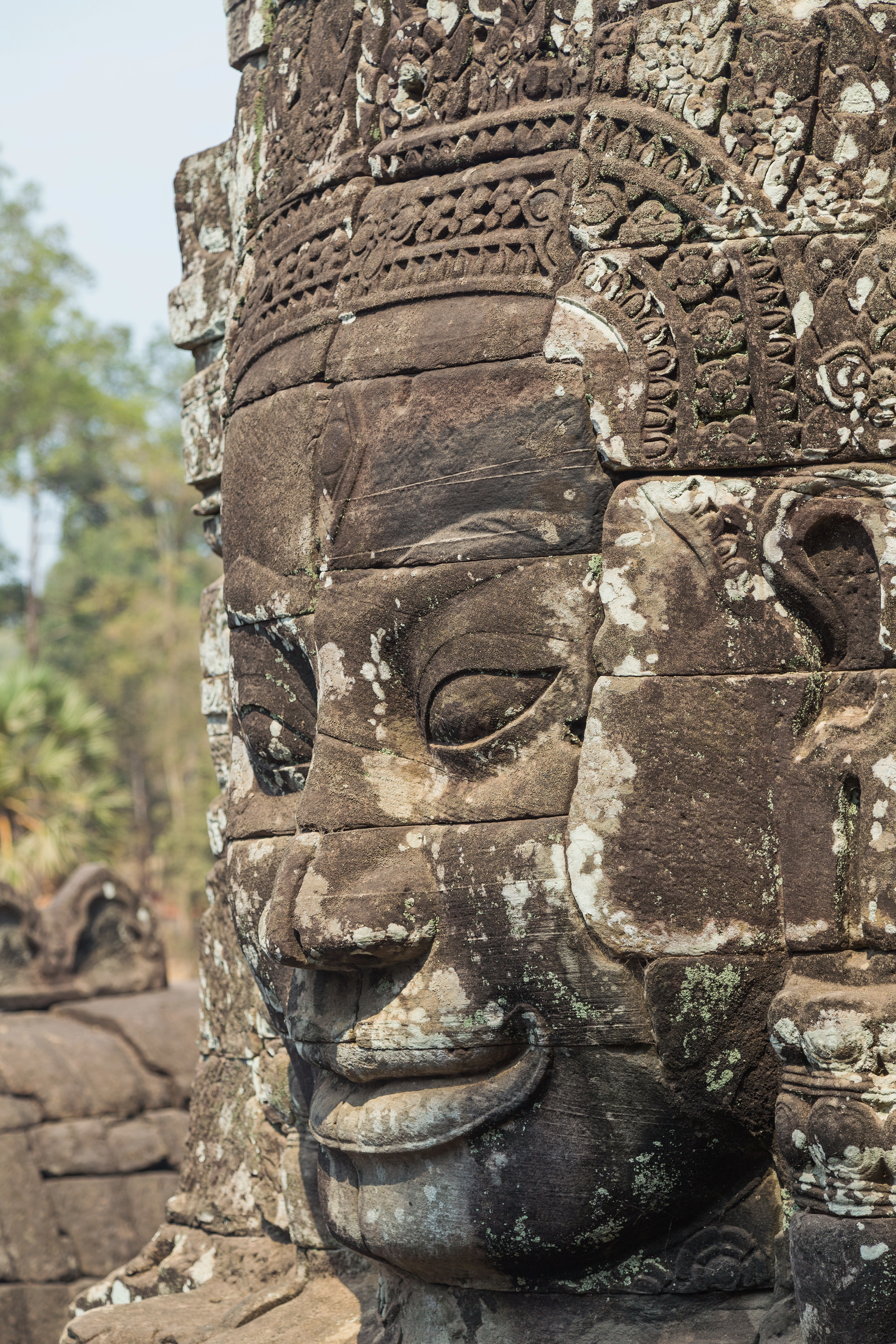
Kamienna twarz
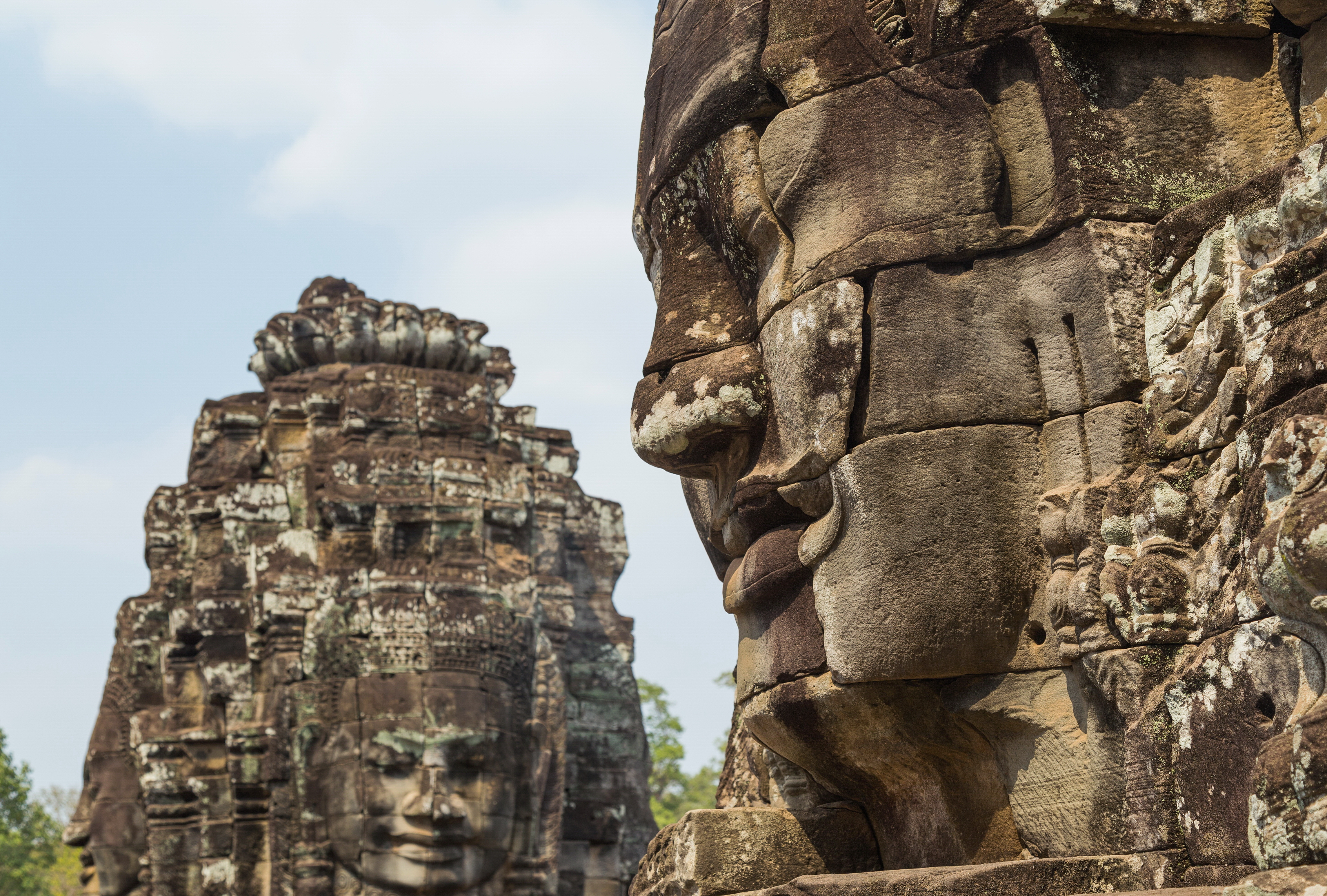
Kamienne twarze